# Pabna (zila)
Pabna (en bengalí: পাবনা জেলা) es un zila o distrito de Bangladés que forma parte de la división de Rajshahi.
Comprende 9 upazilas en una superficie territorial de 2.388 km² : Atgharia, Bera, Bhangura, Chatmohar, Faridpur, Ishwardi, Pabna, Santhia y Sujanagar.
La capital es la ciudad de Pabna.

## Upazilas con población en marzo de 2011[2]
- Atgharia 157,254
- Bera 256,793
- Bhangura 124,433
- Chatmohar 291,121
- Faridpur 130,335
- Ishwardi 313,932
- Pabna Sadar 590,914
- Santhia 380,301
- Sujanagar 278,096

## Demografía
Según estimación 2010 contaba con una población total de 2.490.395 habitantes.